# Linia kolejowa nr 287
Linia kolejowa nr 287 Opole Zachodnie – Nysa – niezelektryfikowana, jednotorowa, drugorzędna linia kolejowa znaczenia państwowego o długości 48,741 km. Znajduje się w całości na terenie województwa opolskiego. Jest to linia jednotorowa z możliwością mijania się pociągów na stacjach. Łączy Opole z Nysą. Linia przecina Bory Niemodlińskie. 
28 marca 2018 PKP PLK podpisały ze Skanską umowę na kompleksowy remont linii wraz z budową 2 nowych przystanków.
Przed stacją Opole Zachodnie istniało odgałęzienie umożliwiające wyjazd w kierunku zachodnim, bezpośrednio na linię 132 w kierunku Brzegu. Ten fragment trasy był linią kolejową (łącznicą) nr 769 rozpoczynającą się na posterunku Opole Zachodnie OPZ1. Linia ta nie jest eksploatowana. Ministerstwo Infrastruktury 7 września 2005 r. wydało zgodę na jej likwidację. 